# Parafia Chrystusa Króla w Jeleńczu
Parafia Chrystusa Króla w Jeleńczu – rzymskokatolicka parafia z siedzibą w Kęsowie. Należy do dekanatu kamieńskiego Diecezji pelplińskiej. Pierwsza wzmianka o parafii pochodzi z 1570 roku.
Na terenie parafii leżą miejscowości: Jeleńcz, Kęsowo, Krajenki, Sicinki, Siciny, Słupy, Tuchółka.

## Opis parafii

### Historia
Parafia została erygowana w XIV lub  XV wieku. Początkowo należała do dekanatu Tuchola, archidiecezji gnieźnieńskiej. Od 1 maja 1992 leży w obrębie dekanatu Kamień Krajeński, diecezji pelplińskiej.
W latach 1749-1902 do parafii należał także kościół w Wielkim Mędromierzu.
- 1570 - pierwsza informacja o parafii. Jest to lustracja starostwa tucholskiego. Do proboszcza wówczas należały 2 włóki ziemi,
- 1596 - z ksiąg metrykalnych wynika, że kościół w Wielkim Mędromierzu miał być kościołem filialnym,
- 20 lipca 1631 - wizytacja ks. Jezierskiego i konsekracja kościoła,
- 1652 - istniał drewniany kościół,
- 1713 - konsekrowano kolejny, drewniany kościół pw. św. Wojciecha,
- 1737 - oficjum kamieńskie zaprowadziło bractwo św. Barbary wraz z odpustem ku jej czci, za indultem papieża Klemensa XII z 1736 roku. W tym czasie powstał także ołtarz boczny z jej wizerunkiem, a w zwieńczeniu obraz Marii Magdaleny de' Pazzi,
- 9 grudnia 1766 - ks. Grzegorz Szulc poświęcił prywatną kaplicę podkomorzyni chełmińskiej Ludwiki z Czapskich Stolińskiej, we dworze w Kęsowie[2],
- 1767 - wybudowano nowy, kolejny kościół drewniany,
- 1 czerwca 1767 odbyła się wizytacja generalna kanonika Mathy'ego,
- 1768 - nastąpiła konsekracja kościoła,
- 19 czerwca 1871 wicher wywrócił wieżę kościelną. Nie została odbudowana, gdyż już wówczas cały kościół groził zawaleniem,
- 7 sierpnia 1885 - powstał szpital parafialny dla 4 ubogich niewiast (obecnie dom nr 21) ,
- 1902 - w listopadzie wydzielono parafię Wielki Mędromierz, jako kurację (według dekretu z 27 lipca 1936),
- 11 marca 1927 założono Bractwo - Apostolstwo Modlitwy, które rok później liczyło 391 członków,
- 18 kwietnia 1927 założono Bractwo - Dzieło Rozkrzewienia Wiary. Liczyło ono 51 członków,
- 1928 - przystąpiono do budowy nowego kościoła, murowanego z cegły. Powstał w miejscu dotychczasowego kościoła drewnianego. Był zawsze kościołem katolickim,
- 1928 – parafia liczyła ogółem 1587 osób, komunikujących 929 osób (por. Zarys historyczno-statystyczny, Pelplin 1928),
- 12 kwietnia 1931 - ks. prałat Paweł Czaplewski z Byszewy dokonał poświęcenia kamienia węgielnego pod nową świątynię[3],
- 1932 - zakończono budowę kościoła, który istnieje do dziś,
- 1 stycznia 1937 kurację Wielki Mędromierz przekształcono w parafię Wielki Mędromierz,
- w latach 1939 do 1945 obowiązywał nakaz odprawiania mszy w języku niemieckim tylko w niedziele,
- w wyniku działań wojennych w 1945 Armia Czerwona zniszczyła plebanię i budynki gospodarcze w Jeleńczu,
- w 1949 przyłączono do parafii kościół poprotestancki pw. św. Bernarda w Kęsowie jako kościół filialny,
- Od 1 lipca 1953 administrator parafii rezyduje w Kęsowie.

### Zasięg terytorialny
- 1583 - Jeleńcz, Kęsowo, Kęsówko, Tuchółka, Siciny, Słupy.
- 1749 - przyłączono miejscowości parafii Wielki Mędromierz.
- 1881 - Jeleńcz, Kęsowo, Sieciny, Siecinki, Tuchołka, Krajenka, Sady, Słupy.
- 1928 - Jeleńcz, Kęsowo, Krajenki, Sicinki, Siciny, Słupy, Tuchółka.
- 1992 do dziś - Jeleńcz, Kęsowo, Krajenki, Siciny, Sicinki, Słupy, Tuchółka.

### Proboszczowie[4][5]
- 1596 - ks. Rynkowski Wawrzyniec
- 1617 - ks. Ździeborski
- 1649-1655 - ks. Bobrowicz Marcin
- 1676-1681 - ks. Albertus Zablocki
- 1743-1773 - ks. Szulc Grzegorz (zm. 1773)
- 1776-1798 - ks. Frydrychowicz Maciej
- 1801-1821 - ks. Kłosowski Wawrzyniec, kanonik kamieński
- 1821-1823 - ks. Muzolf
- 1823-1825 - ks. Cichocki Tomasz
- 1833-1848 - ks. Spletstoesser Christoph
- 1848-1860 - ks. Antoni Dittrich (1811-1860)
- 1865-1885 - ks. Schmidt Dionizy
- 1894-1902 - ks. Hellwig Franciszek (ur. 1860)
- 1921-1925 - ks. Perschke Franciszek, administrator
- 1925 - ks. Pawlicki Maksymilian
- 1926-1939 - ks. radca Jan Mazella, budowniczy kościoła
- 1939-1945 - ks. Kallas Konrad, komisarz biskupi
- 1946-1959 - ks. Szcześniak Adolf, administrator (ur. 1911)
- 1959-1962 - ks. Romuald Bieliński
- 1962-1995 - ks. Swobodziński Józef (1921-2012), kanonik honorowy
- 1996-2002 - ks. Fąferko Grzegorz
- 2003-2011 - ks. Kopyto Mirosław (zm. 2016)
- 2011-2016 - ks. Witta Rafał
- od 2016 - ks. Wałdoch Piotr